# Левый берег (Париж)

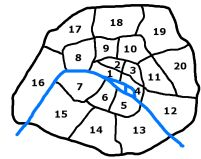
Левый берег на этом рис. ниже реки Сены, это южная часть города с шестью округами

Левым берегом (фр. rive gauche [рив гош]) в Париже, столице Франции, называют половину города, расположенную южнее Сены. Противоположный берег зовётся правым (фр. rive droite [рив друат]).
На левом берегу находятся следующие муниципальные округа города:
- V округ
- VI округ
- VII округ
- XIII округ
- XIV округ
- XV округ (за исключением Лебяжьего острова)

Кроме географического обозначения, выражение «левый берег» в Париже обозначает также стиль жизни, манеру одеваться или особый внешний вид. VI и V округа, бывшие в прошлом — начиная с первой половины XX века — кварталами парижской богемы, художников, писателей и интеллектуалов, лучше всего передают тот стиль, что также сегодня называют «бобо» от слов буржуа-богема (фр. bourgeois-bohème), в отличие от более привычно-консервативных кварталов буржуа XVI и XVII округов на правом берегу.